# Bahnhof Ebernburg
Der Bahnhof Ebernburg war die Bahnstation des Ortes Ebernburg, der von 1969 bis 2014 zu Bad Münster am Stein gehörte. 2014 wurde Bad Münster nach Bad Kreuznach eingemeindet. Er wurde 1871 eröffnet, als die Alsenztalbahn von Hochspeyer nach Münster (ab 1905 Bad Münster) auf ihrer vollen Länge in Betrieb ging. Als einstiger Grenzbahnhof zwischen den Königreichen Bayern und Preußen besaß er eine große Bedeutung. Er lag jedoch nur 1100 m vom Bahnhof Bad Münster entfernt; deshalb hielten ab dem 22. Mai 1977 in Ebernburg keine Personenzüge mehr. Das Empfangsgebäude steht unter Denkmalschutz und beherbergt seit dem Jahr 1979 den Künstlerbahnhof.

## Geschichte
Um 1860 gab es erste Bestrebungen, entlang der Alsenz eine Bahnstrecke zu errichten. Diese sollte in Kombination mit der Maximiliansbahn und dem Ludwigsbahn-Abschnitt unmittelbar westlich von Neustadt als Transitstrecke in Nord-Süd-Richtung für den Personen- und Güterverkehr zwischen den Kanalhäfen und der Schweiz und Italien dienen. Nachdem der Abschnitt Hochspeyer–Winnweiler bereits am 29. Oktober 1870 freigegeben worden war, wurde die Strecke bis Münster – einschließlich des Bahnhofs Ebernburg – am 16. Mai des Folgejahres vollendet.
Seit 1922 gehörte der Bahnhof zur neu gegründeten Reichsbahndirektion Ludwigshafen. Zum 1. Juni 1936 wurde die Grenze zwischen dieser Direktion und der Reichsbahndirektion Mainz verschoben, die nun auch für den Bahnhof Ebernburg zuständig war.
Im Jahr 1937 erfolgten Umbauten der Bahnanlagen, die vor allem die Signalisierung und Stellwerkstechnik betrafen.
Im Zweiten Weltkrieg wurde der Bahnhof mehrfach angegriffen und die Gebäude beschädigt. Die Nahebrücke neben dem Bahnhof wurde bei dem Angriff vom 26. Dezember 1944 zerstört. Nach dem Kriegsende erfolgte der Wiederaufbau nur im kleinen Umfang. Das Bahnbetriebswerk wurde nicht mehr benötigt, da Lokwechsel nunmehr nicht in Bad Münster am Stein, sondern in Bingerbrück stattfanden, und daher abgerissen. Erhalten blieb nur der Anbau für die Personale, welcher als Wohnhaus in Privatbesitz „überlebte“.
Die Deutsche Bundesbahn gliederte den Bahnhof nach dem Zweiten Weltkrieg in die Bundesbahndirektion Mainz ein, der sie alle Bahnlinien innerhalb des neu geschaffenen Bundeslandes Rheinland-Pfalz zuteilte. 1971 gelangte die Station im Zuge der Auflösung der Mainzer Direktion erneut in den Zuständigkeitsbereich ihres Saarbrücker Pendants.
In den 1970er Jahren wurde der Bahnhof aufgegeben. Wesentliche Gründe dafür waren, dass die Gemeinde Ebernburg 1969 mit dem Nachbarort Bad Münster am Stein zur neuen Ortsgemeinde Bad Münster am Stein-Ebernburg zusammengelegt worden war und dass seine räumliche Distanz zum Knotenbahnhof in Bad Münster weniger als einen Kilometer betragen hatte.

## Ausstattung

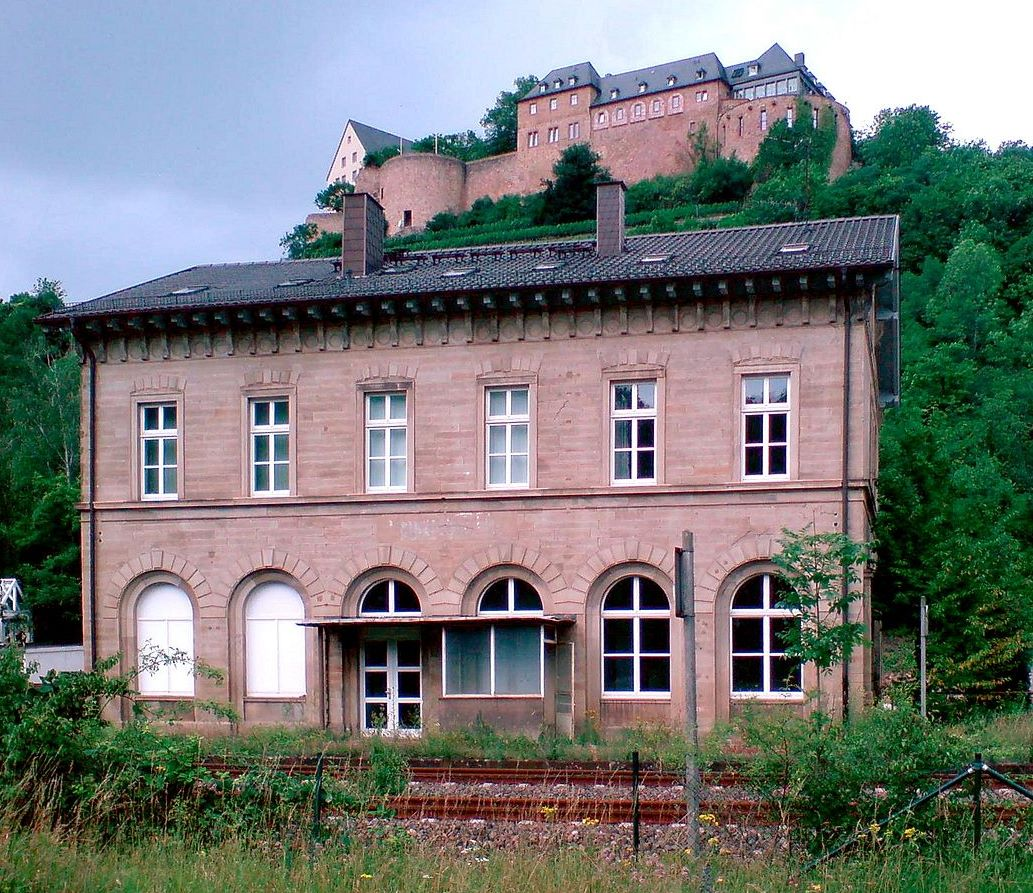
Empfangsgebäude des ehemaligen Bahnhofs, Gleisseite,
im Hintergrund die gleichnamige Burg

Für die Durchführung der Übergaben als Grenzstation hatte der Bahnhof insgesamt zehn Gleise. Die Gleise 1 bis 3 waren vorwiegend dem Personenverkehr, die Gleise 4 bis 10 dem Güterverkehr vorbehalten. Die Längen waren so, dass alle Gleise auch von Militärzügen belegt werden konnten. Zwischen den Gleisen 1 und 2 war ein zweiseitiger Schüttbahnsteig vorhanden, neben dem Gleis 3 ein einseitiger.
Die ursprüngliche Signalisierung der Pfalzbahnen mit einer Aufteilung in drei Stellwerksbezirke wurde 1937 modernisiert. Dabei wurde das direkt neben der Nahebrücke gelegene Stellwerk En überflüssig. Es wurde nicht abgerissen, sondern erst im Zweiten Weltkrieg durch Bomben zerstört.
Das Befehlsstellwerk Eb, welches im Bahnhofsgebäude selbst untergebracht war, wurde als mechanisches Stellwerk der Bauart VES (Vereinigte Eisenbahn-Signalwerke) ausgeführt. In gleicher Weise wurde das am südlichen Bahnhofsende gelegene Stellwerk Es umgebaut. Vom Stellwerk Es aus wurde auch die danebenliegende Schrankenanlage bedient.

## Betrieb
Obwohl der Bahnhof bis 1920 Grenzstation zu Preußen war, erfolgte der Lokwechsel wegen der beengten Verhältnisse erst im Bahnhof Bad Münster am Stein. Ausgenommen waren nur wenige Güterzüge. In der Hochzeit des Länderbahnbetriebes kurz vor dem Ersten Weltkrieg mussten so bis zu 100 Lokfahrten zwischen den Bahnhöfen Ebernburg und Münster am Stein durchgeführt werden.

### Personenverkehr
Für den Personenverkehr besaß der Bahnhof Ebernburg lediglich lokale Bedeutung. Fanden sich im ersten Fahrplan vom Sommer 1871 noch insgesamt fünf gemischtklassige Personenzüge, die in Ebernburg Station machten, so waren es im Folgejahr 1872 nur noch deren vier. Das neu eingeführte Eilzugpaar hielt schon nicht mehr in Ebernburg. Haltepunkt für diesen war der benachbarte Bahnhof Bad Münster am Stein.
In der Sommer-Fahrordnung von 1880 waren schon drei internationale Schnellzüge für die Relation Köln–Basel via Bad Münster und Neustadt ausgewiesen, welche in Ebernburg keine Station machten.
1939 hielten täglich sieben Personenzugpaare. In der Nacht von Sonntag zu Montag endete und begann hier ein Personenzug von/nach Hochspeyer.

### Güterverkehr
Der lokale Güterverkehr spielte im Bahnhof Ebernburg nur eine untergeordnete Rolle. In seiner Funktion als Grenzbahnhof bzw. als Direktionsgrenze zwischen den Pfälzischen und den Preußischen Eisenbahnen hatte er seine eigentliche Bedeutung. Dabei ist auch zu beachten, dass bis in die frühe Epoche III der Bundesbahn Güterzüge von Güterbegleitwagen oder Gütergepäckwagen begleitet wurden, die Direktionsgrenzen nicht überschreiten durften. Zur Länderbahnzeit mussten daher – neben dem Wechsel der Lokomotiven – vor allem auch die Güterbegleitwagen in Ebernburg gewechselt werden.
Der Bahnhof Ebernburg diente aber auch als Ausgangspunkt für Nahgüterzüge auf der Glantalbahn. So fuhr beispielsweise 1920 ein Nahgüterzug von hier über die Glantalbahn, der die Bahnhöfe zwischen Bad Münster und Lauterecken-Grumbach bediente und anschließend als Durchgangsgüterzug nach Homburg fuhr.

## Bauwerke

### Empfangsgebäude

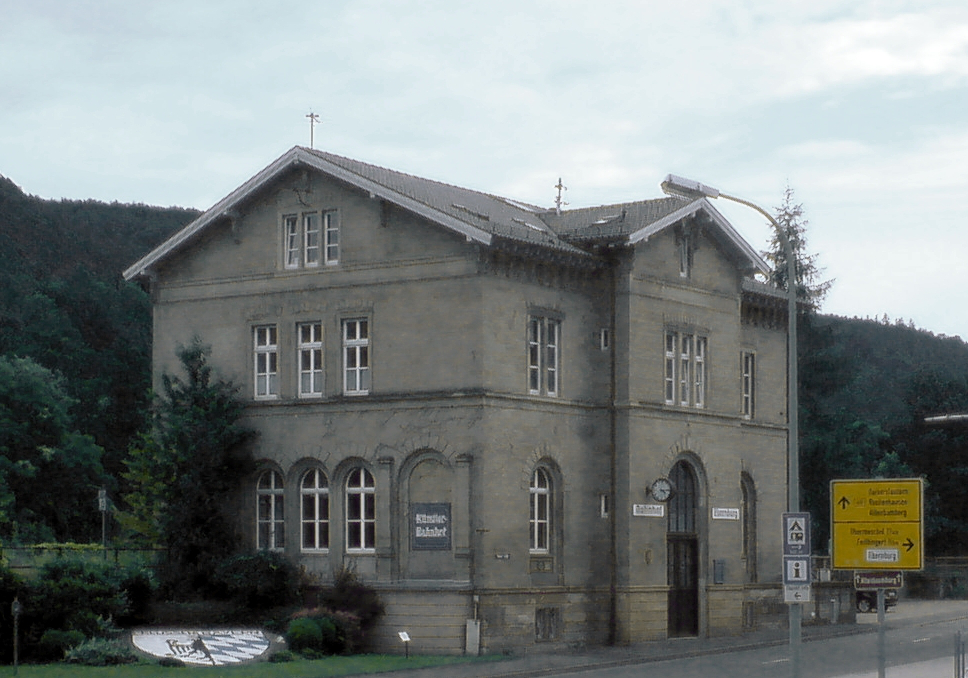
Empfangsgebäude des ehemaligen Bahnhofs, Straßenseite

Ansicht des BW Ebernburg um 1907

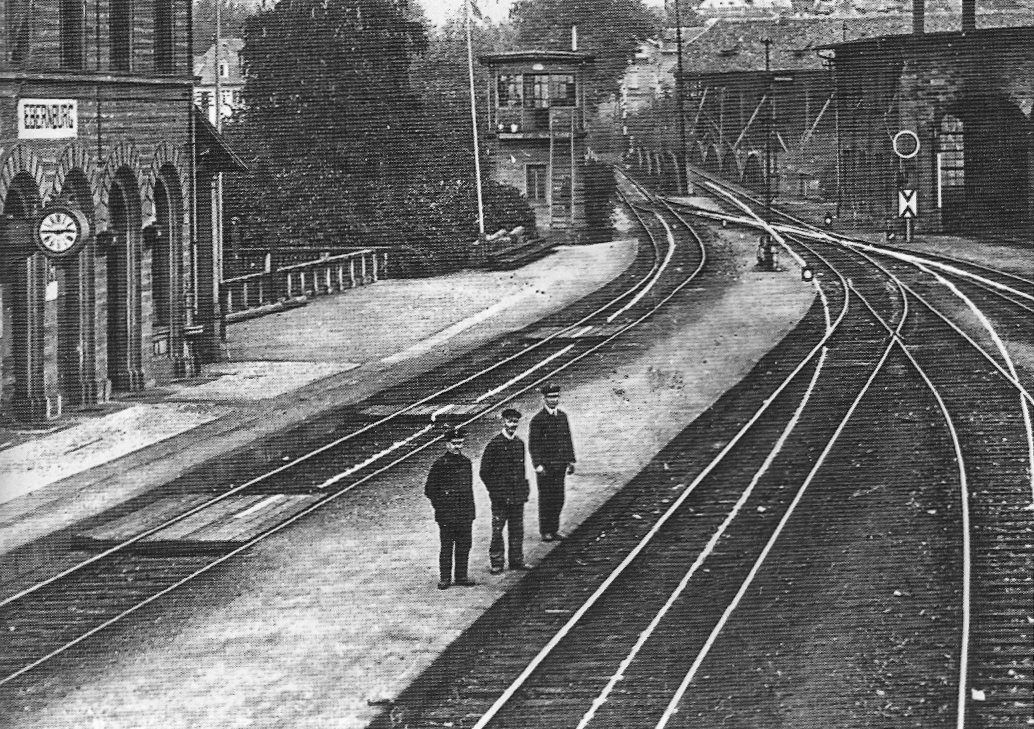
Bahnhof Ebernburg, Gleisseite, um 1910

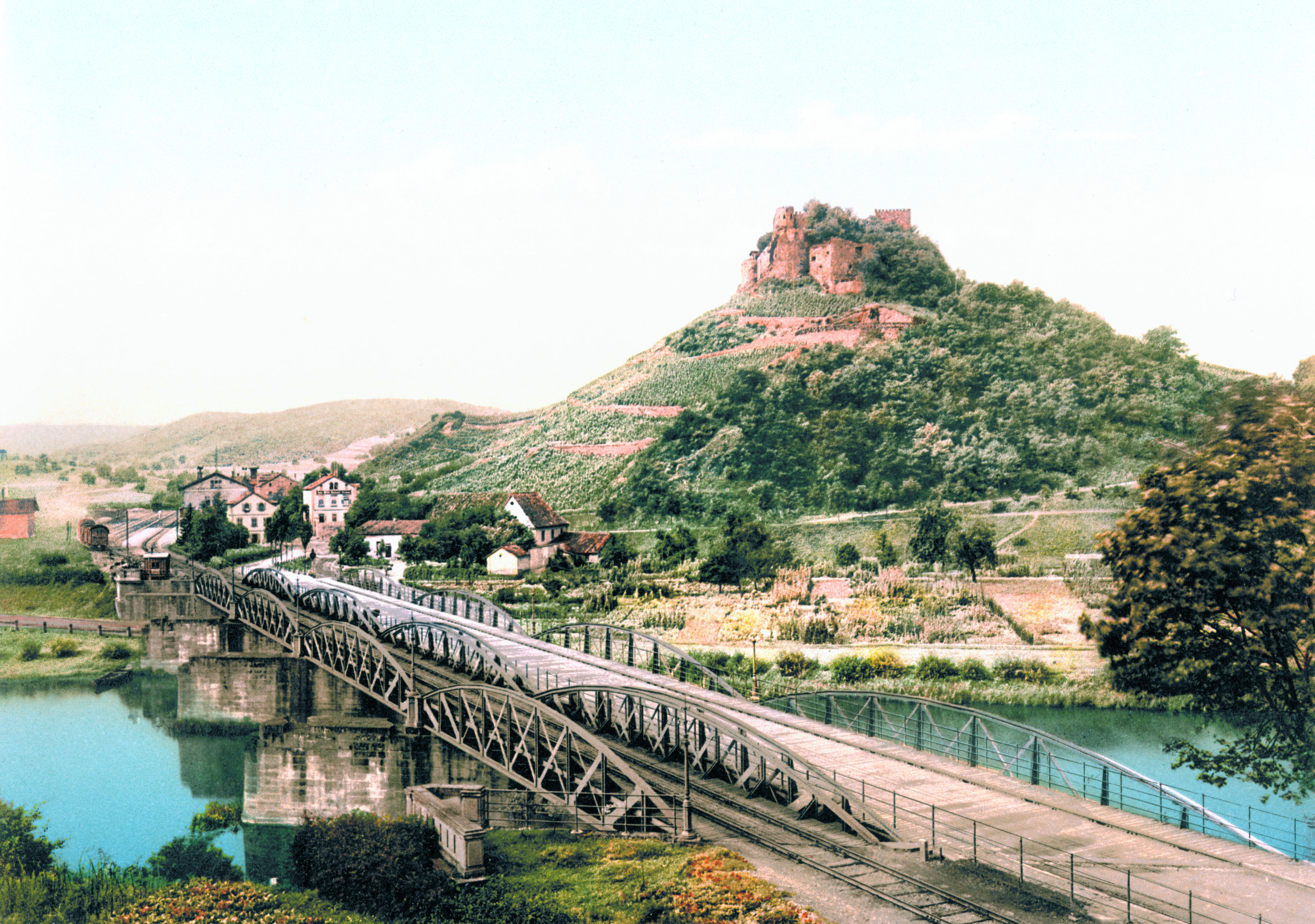
Blick über die Nahebrücke auf die Ebernburg und den Bahnhof

Das Empfangsgebäude wurde um 1880 errichtet und steht unter Denkmalschutz. Dabei handelt es sich um einen spätklassizistischen Quaderbau aus rotem Sandstein, wie er für die Bauten der Gesellschaft der Pfälzischen Nordbahnen typisch war. Vergleichbare Bauten findet man auch in den Bahnhöfen Enkenbach, Langmeil oder auch Winnweiler. Seine Größe war zum einen bedingt durch die Funktion als Grenzstation zur benachbarten preußischen Nahebahn, zum anderen dadurch, dass das auf der Ebernburg ansässige Adelsgeschlecht eine repräsentative Station wünschte.
Seit 1979 wird das Bahnhofsgebäude unter dem Begriff „Künstlerbahnhof“ vermarktet und beherbergt Atelierräume und eine Wohnung für Stipendiaten.

### Betriebswerk
Für die Funktion als letzter pfälzischer Bahnhof der Alsenztalbahn wurden sowohl Lokbehandlungsanlagen als auch ein kleines Betriebswerk (Bw) gebaut. Dieses bestand aus einem zweiständigen, langgestreckten Lokschuppen mit Werkstatt, Schlafräumen und einer Drehscheibe sowie einem vierständigen Ringlokschuppen dessen Stände nicht über die Drehscheibe, sondern über eine Weichenkombination angeschlossen waren. Die ursprüngliche Drehscheibe mit 12,5 m Durchmesser konnte auf Grund der beengten Platzverhältnisse vor dem Schuppen 1902 nur durch eine solche mit 16,7 m ersetzt werden. Das Betriebswerk wurde in den 1920er Jahren aufgelöst.

### Weitere Anlagen
Neben einem Eisenbahnerwohnhaus und einem Güterschuppen auf der Bahnhofsseite gab es noch ein Pumpenhaus und einen Wasserturm. Das Wasser wurde aus der Nahe entnommen. Diverse Laderampen vervollständigten die Ausstattung.